# Liptovský Michal
Liptovský Michal es un municipio del distrito de Ružomberok en la región de Žilina, Eslovaquia, con una población estimada a final del año 2024 de 306 habitantes.
Se encuentra ubicado al sur de la región, cerca del curso alto del río Váh (cuenca hidrográfica del Danubio) y de la frontera con la región de Banská Bystrica.

## Demografía
| Año        | 1994 | 2004    | 2014     | 2024    |
| ---------- | ---- | ------- | -------- | ------- |
| Población  | 249  | 269     | 302      | 306     |
| Diferencia |      | +8,03 % | +12,26 % | +1,32 % |

| Año        | 2023 | 2024    |
| ---------- | ---- | ------- |
| Población  | 302  | 306     |
| Diferencia |      | +1,32 % |